# سيلينا لو
سيلينا لو (بالإنجليزية: Selina Lo)‏ هي ملاكمة كيك بوكسينغ وممثلة بريطانية، ولدت في 8 مايو 1991.

## وصلات خارجية
- الموقع الرسمي
- سيلينا لو على موقع IMDb (الإنجليزية)
- سيلينا لو على موقع قاعدة بيانات الفيلم (الإنجليزية)